# Abbaye de Chertsey
L'abbaye de Chertsey (Chertsey Abbey en anglais) est un ancien monastère bénédictin situé à Chertsey, dans le Surrey, en Angleterre.

## Histoire
L'évêque de Londres Earconwald fonde deux monastères dans les années 660 : l'abbaye de Barking pour sa sœur Æthelburh et l'abbaye de Chertsey pour lui-même. Cette dernière bénéficie de la générosité du roi du Kent Ecgberht Ier et du sous-roi du Surrey Frithuwold (en).
Chertsey est pillée par les Vikings vers 870. Deux moines, Beocca et Edor (ou Hethor), auraient été martyrisés par les pillards et sont ultérieurement considérés comme des saints. L'abbaye est reconstruite sous Edgar le Pacifique en 964, en pleine réforme bénédictine anglaise.
Le roi Henri VI est inhumé à l'abbaye de Chertsey en 1471. Son corps est déplacé à la chapelle Saint-Georges du château de Windsor en 1484.
L'abbaye disparaît en 1537, dans le cadre de la dissolution des monastères. Il ne subsiste plus grand-chose de ses bâtiments, bien que le travail des moines ait laissé des traces dans le paysage, en particulier l'Abbey River (en), un bras de la Tamise creusé au XIIe siècle pour alimenter un moulin à eau.
En 1852, des carreaux historiés du XIIIe siècle, illustrant des scènes issues des romans de chevalerie Sir Tristrem (en) et Richard Coer de Lyon, sont découverts lors de fouilles sur le site de l'abbaye. Ils sont exposées au British Museum.

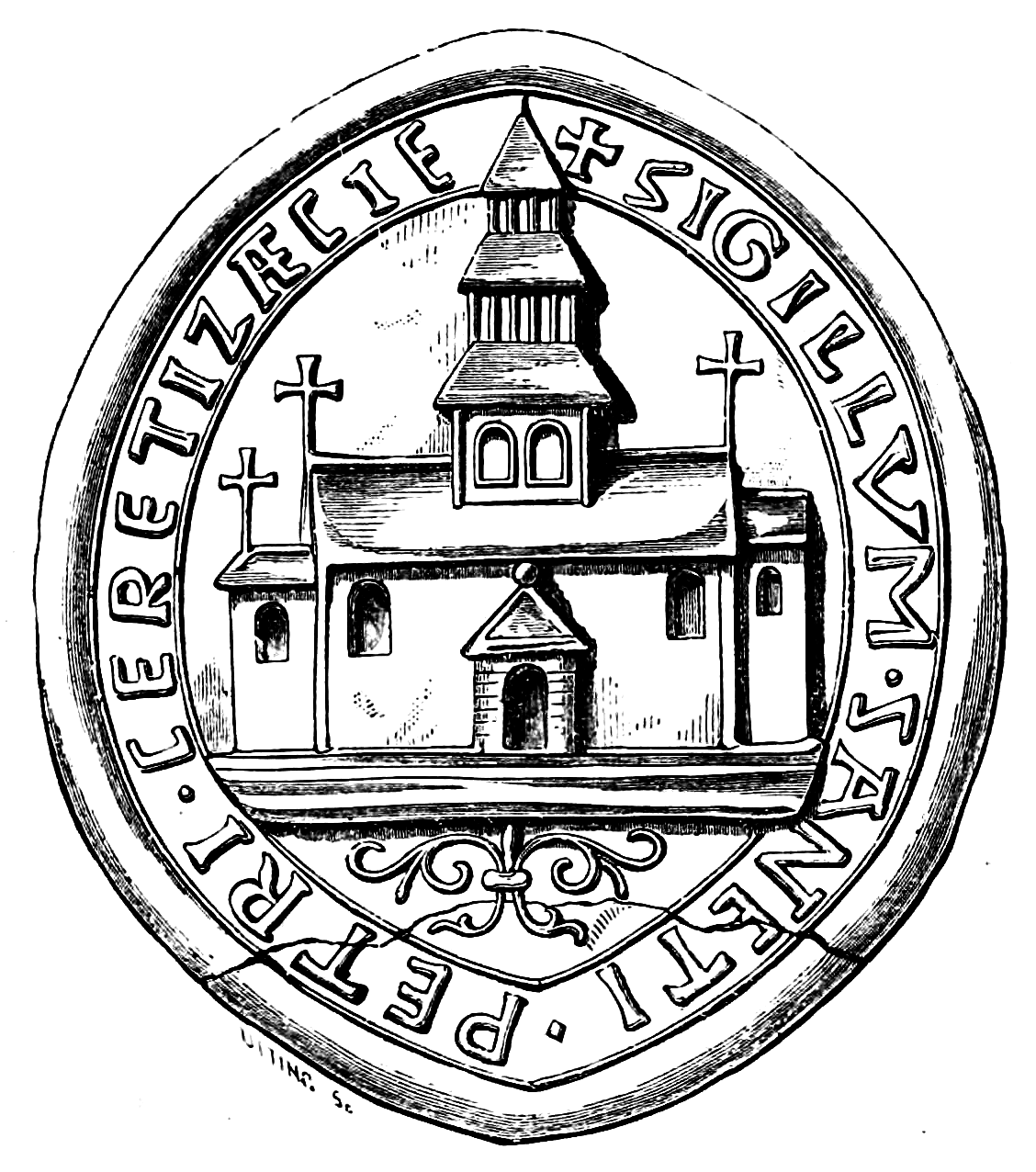
Le sceau de l'abbaye.
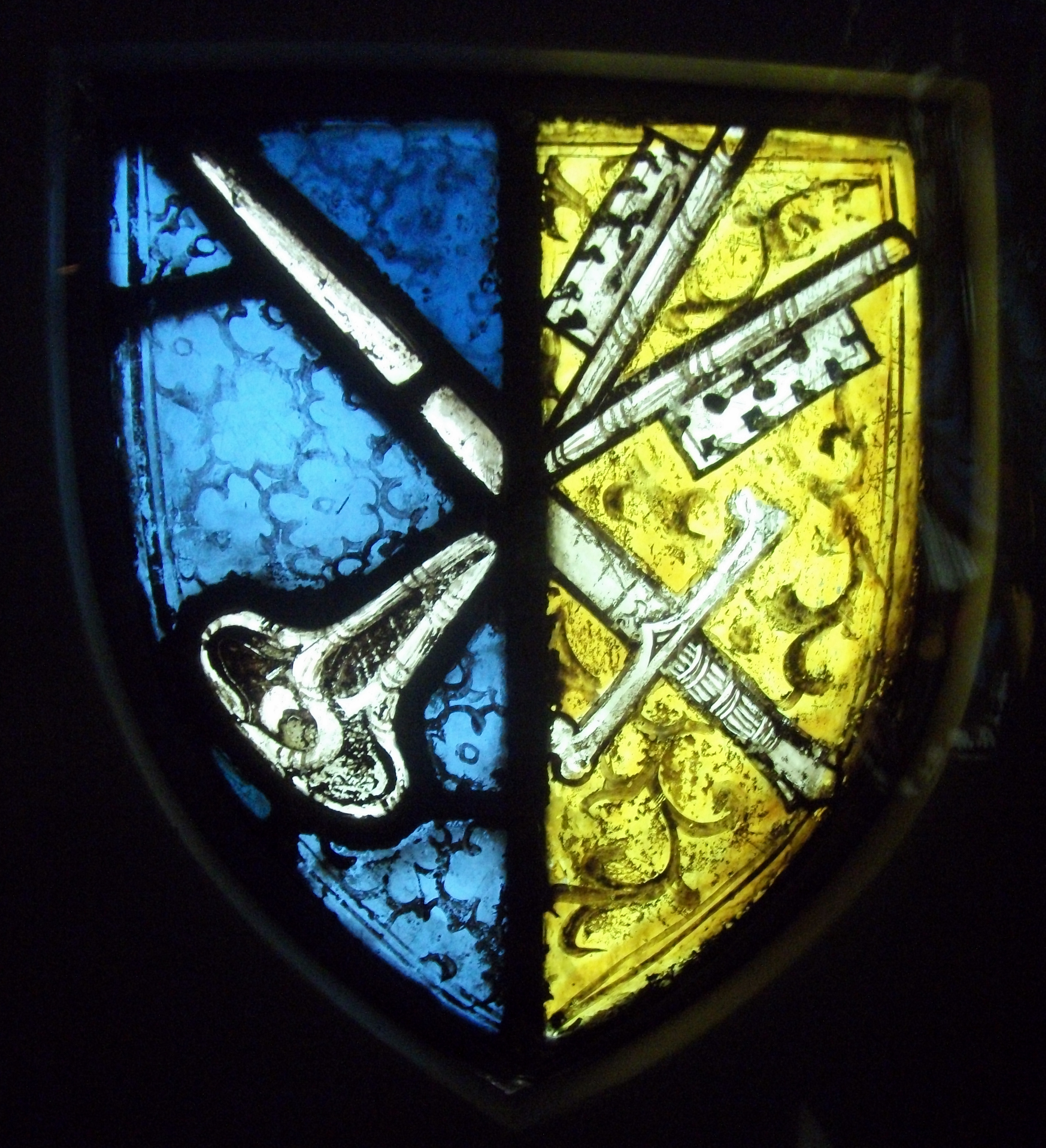
Un vitrail montrant le blason de l'abbaye.
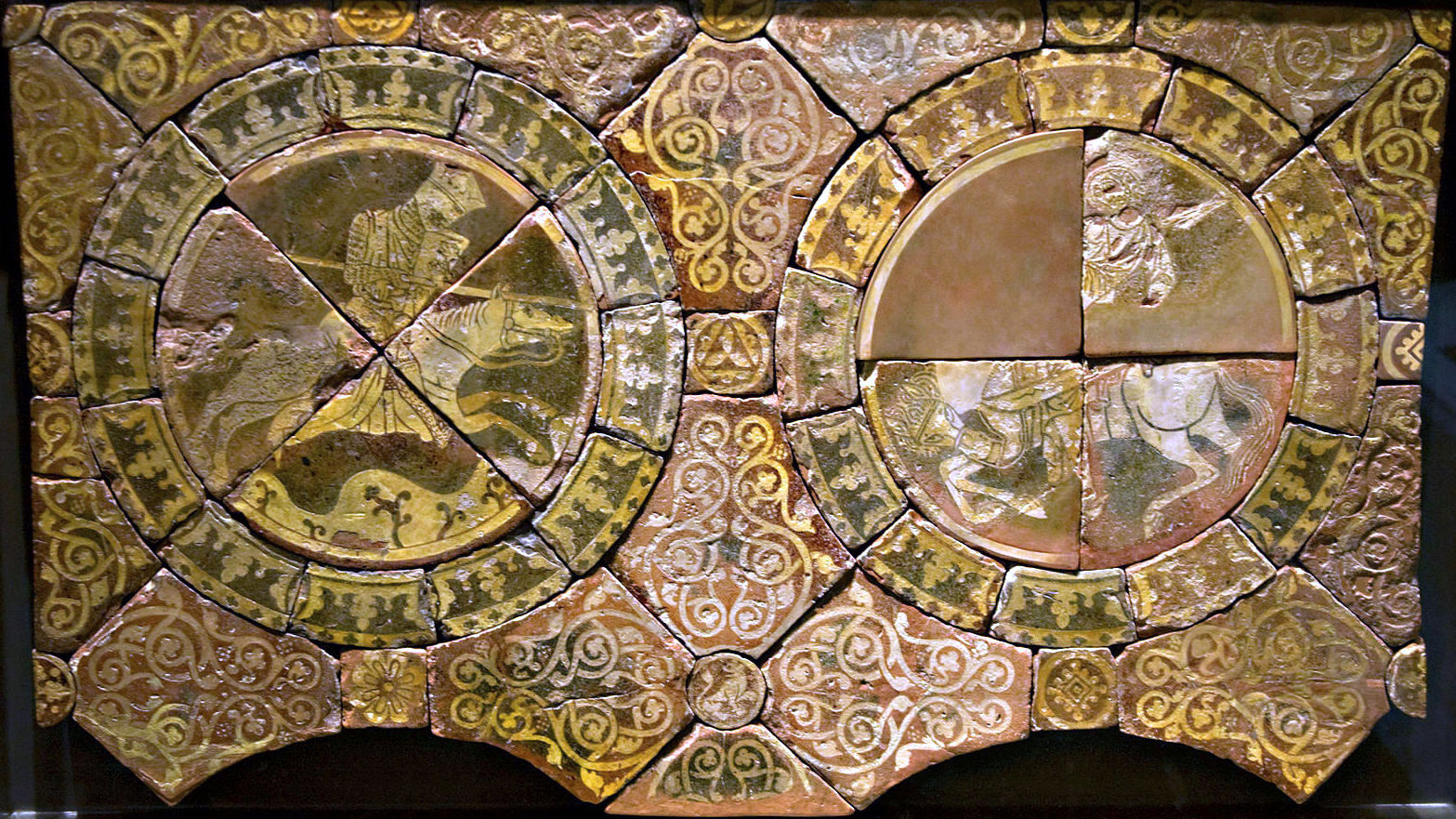
Carreaux montrant le combat entre Richard Cœur de Lion et Saladin.